# Rasa Fonda (Bassella)
La Rasa Fonda és un torrent afluent per l'esquerra de la Riera de Madrona que neix a uns 150 m. al nord del nucli de Guardiola, a l'extrem sud del terme municipal de Bassella. De direcció global cap al nord-est, desguassa al seu col·lector quan aquest ja es troba embassat a l'embassament de Rialb. Tot el seu curs transcorre per l'interior del terme municipal de Bassella. La seva xarxa hidrogràfica, que també transcorre íntegrament pel municipi de Bassella, està constituïda per 12 cursos fluvials la longitud total dels quals suma 5.744 m.